# Sicko
Sicko è un film documentario del 2007 diretto da Michael Moore, presentato fuori concorso al 60º Festival di Cannes.
Il film inizia raccontando i problemi della sanità statunitense, basata su un sistema che riserva le cure migliori alle classi più abbienti, e denuncia la sostanziale inesistenza di strutture sanitarie riservate agli indigenti, teoricamente previste in quasi tutti gli stati federali. Ma questo argomento non è che il prologo di Sicko perché in un breve arco di tempo l'attenzione si concentra su quelli che invece una copertura assicurativa ce l'hanno ma scoprono che le grandi e piccole società del settore escogitano qualsiasi strategia per evitare di pagare il dovuto.
Il documentario ha subìto le aspre critiche dell'AMA (American Medical Association), una delle associazioni di medici statunitensi, ampiamente citata da Moore, per le azioni che negli anni cinquanta tentarono di collegare una eventuale estensione dei diritti sanitari ad un indirizzamento in senso socialista del paese.

## Trama
Michael Moore in questo documentario analizza con un occhio fortemente critico il Sistema di assistenza sanitaria degli Stati Uniti d'America. Introdotto nel 1971 per iniziativa dell'allora Presidente Richard Nixon con la nobile intenzione di garantire le migliori cure sanitarie del mondo, oggi è di fatto in mano alle grandi e potenti lobby delle assicurazioni e del farmaco, divenute ormai ricchissime anche grazie a politiche attuate senza il minimo senso di umanità, tese a negare il più possibile cure mediche, spesso indispensabili, ai loro clienti o attuando minimi cavilli contrattuali. Nel film si denuncia anche come gli enormi profitti spesso vengano utilizzati per finanziare membri del Congresso degli Stati Uniti, spingendoli così a sostenere una legislazione loro favorevole. A tal proposito, un'emblematica scena raffigura alcuni membri del Congresso presenti alla firma di una legge a favore delle ditte farmaceutiche accompagnati ciascuno da una piccola targhetta, che ricorda molto quelle utilizzate per presentare ai clienti il prezzo dei beni in vendita presso i comuni esercizi commerciali, raffigurante il finanziamento ricevuto. Tra di loro c'è anche l'allora presidente Bush, "prezzato" con una cifra non lontana dal milione di dollari. Si arriva così al 2003, anno in cui le assicurazione mediche e le case farmaceutiche hanno guadagnato il totale controllo del mercato sanitario americano.
Nel corso del film verranno testimoniate alcune storie di persone coinvolte a vario titolo in questo sistema, da soggetti privi di copertura sanitaria costretti a lavorare ben oltre l'età pensionabile per fruire dell'assicurazione medica garantita dal datore di lavoro, o a rinunciare a cure talvolta vitali perché privi di assicurazione sanitaria, o a pazienti letteralmente abbandonati a forza sul marciapiede di una strada pubblica da taxi appositamente ingaggiati dagli ospedali, fino a persone che, nonostante l'assicurazione sottoscritta con le più blasonate compagnie americane, si vedono negare il rimborso delle cure, anche malgrado la diagnosi di malattie gravi come il cancro. Questo inumano sistema verrà testimoniato pubblicamente anche da alcuni ex addetti ai lavori, tra i quali la dottoressa Linda Peeno, di cui in una scena viene mostrata la confessione spontanea di un rifiuto amministrativo ad un cliente, successivamente morto per questa scelta, confessando altresì il metodo di assoluto interesse al guadagno monetario da parte della compagnia assicuratrice.
Per confrontare i sistemi esteri, il regista si reca in Canada, dove incontra un paziente cui è stato gratuitamente ricucito il medio, comparando la sua storia a quella di un paziente americano, presentato ad inizio film, vittima di un incidente del tutto simile che ha però causato l'amputazione anche dell'anulare ma costretto a rinunciare a farsi ricucire il medio perché l'intervento sarebbe costato più di 40000€ aggiuntivi. Andrà poi nel Regno Unito, dove la sua ricerca di "uffici per il pagamento delle cure" guadagnerà la risata di alcuni pazienti, e quindi in Francia.
Tornato in patria, Moore racconterà le storie dei soccorritori volontari dell'attentato alle Torri Gemelle che denunciano di non aver possibilità di curare le malattie causate loro dall'assistenza che hanno volontariamente prestato (e pertanto priva di appositi strumenti protettivi). Per poter offrire loro un'assistenza medica, Moore si reca nella base navale americana di Guantánamo dove, per ironia della sorte, alcuni terroristi responsabili dell'attentato ricevono gratuitamente da detenuti le migliori cure mediche. Intimato dai mezzi militari di allontanarsi, si recherà così all'Avana, dove i volontari verranno curati normalmente presso un ospedale locale. Una delle donne del gruppo, andando in una farmacia per comprare un inalatore per l'asma che le occorre, scoprirà con rabbia e frustrazione che quel particolare farmaco costa poche decine di centesimi mentre in una qualunque delle farmacie in America per acquistare la stessa identica medicina occorrono circa 120 dollari. Venuti a conoscenza della loro presenza, i volontari usciti dagli ospedali vengono invitati da una stazione locale dei vigili del fuoco e ricevuti con tutti gli onori. Commosso da questo gesto di fratellanza da un paese peraltro da sempre dipinto come il nemico, ed appellandosi al sacrosanto diritto di espressione, chiude il film mostrando la sua donazione anonima di un assegno di 12.000 dollari al gestore del maggior sito a lui avverso (Moorewatch.com) garantendogli il pagamento della costosa assicurazione della moglie malata, anche se la circostanza è smentita dal gestore del sito.

## Colonna sonora

### Tracce
1. I'm Alone Without You, scritta ed eseguita da Tom Morello (The Nightwatchman)
2. Baseball, scritta da Thomas Newman, tratta dal film In the Bedroom (2001) su cortesia di GreenStreet Films
3. Loverly Spring, scritta da Thomas Newman, tratta dal film Lemony Snicket - Una serie di sfortunati eventi (2004) su cortesia di Paramount Pictures e DreamWorks Pictures
4. Rejected scritta da Danny Winn ed eseguita da Danny Winn and the Earthlings per gentile concessione di Earthling Records
5. Star Wars Main Title Theme scritta ed eseguita da John Williams (John T. Williams), per gentile concessione di Lucasfilm Ltd.
6. Secret Pint scritta da Stuart Braithwaite, eseguita da Mogwai, per gentile concessione di Matador Records & PIAS Recordings
7. Adagio for Strings scritta da Samuel Barber, eseguita dalla Brno Philharmonic Orchestra, per gentile concessione di G Schirmer, Inc.
8. I'll Take You There scritta da Alvertis Isbell, eseguita da The Staple Singers, per gentile concessione di Concord Music Group, Inc.
9. Sabre Dance composta da Aram Khachaturyan (anche Aram Khachaturian) eseguita da Brno Philharmonic Orchestra, per gentile concessione di G Schirmer, Inc.
10. The Bad Beginning tratta da Lemony Snicket - Una serie di sfortunati eventi (2004), scritta da Thomas Newman, per gentile concessione della Paramount Pictures e della DreamWorks Pictures
11. Chez Olaf tratta da Lemony Snicket - Una serie di sfortunati eventi (2004), scritta da Thomas Newman, per gentile concessione della Paramount Pictures e della DreamWorks Pictures
12. (I've Got a) Golden Ticket tratta da Willy Wonka & the Chocolate Factory (1971), scritta da Leslie Bricusse and Anthony Newley eseguita da Jack Albertson and Peter Ostrum, per gentile concessione della Warner Brothers Pictures
13. Christmas Eve Montage, scritta da Danny Elfman, tratta dal film Nightmare Before Christmas (1993) per gentile concessione della Buena Vista Pictures Distribution, Inc.
14. Street Fighting Man scritta da Mick Jagger e Keith Richards, eseguita da The Rolling Stones, per gentile concessione della ABKCO Music and Records, Inc.
15. Lucy tratta da Little Children (2006), scritta da Thomas Newman, per gentile concessoine della New Line Productions, Inc.
16. The Baudelaire Orphans tratta da Lemony Snicket - Una serie di sfortunati eventi (2004), scritta da Thomas Newman, per gentile concessione della Paramount Pictures e della DreamWorks Pictures
17. L'amour est bleu scritta da Pierre Cour e André Popp, eseguita da Vicky Leandros e Claude Denjean per gentile concessione Universal Music GmbH, su licenza della Universal Music Enterprises
18. Le temps des cerises eseguita da Charles Trenet per gentile concessione della Arkadia Entertainment Corp. By Arrangement with Source/Q
19. The 59th Street Bridge Song (Feelin' Groovy) scritta da Paul Simon, eseguita da Nana Mouskouri, per gentile concessione della Mercury Records France, su licenza della Universal Music Enterprises
20. Una Musica Brutal scritta da Philippe Cohen-Solal (anche Phillippe Mauric Cohen Solal), Eduardo Makaroff (anche Eduardo Anibal Makaraoff) e Christoph H. Müller (anche Christoph Hermann Mueller), eseguita da Gotan Project pe gentile concessione di XL Recordings Ltd
21. Je t'aime moi non plus scritta da Serge Gainsbourg, eseguita da Serge Gainsbourg e Jane Birkin per gentile concessione di Mercury France, su licenza della Universal Music Enterprises
22. Beam scritta da John Powell, eseguita da Hans Zimmer per gentile concessione della Twentieth Century Fox Film Corporation
23. Can't Sleep #2 tratta da In the Bedroom (2001), scritta da Thomas Newman, per gentile concessione della GreeneStreet Films
24. I'll See You in C-U-B-A scritta da Irving Berlin, eseguita da the Austin Lounge Lizards (anche the Austin Lounge Lizzards) Courtesy of Austin Lounge Lizzards
25. Ice Skating tratta da Abandon (2002), scritta da Clint Mansell, per gentile concessione della Paramount Pictures
26. Ring tratta da The Astronaut Farmer (2006), eseguita Stuart Matthewman (anche Suart Matthewman) Produced by Stuart Matthewman (as Suart Matthewman) per gentile concessione della Warner Bros. Entertainment, Inc.
27. Don't Be Shy scritta da Cat Stevens (anche Yusuf Islam), eseguita da Cat Stevens, per gentile concessione della Island Records Ltd., su licenza della Universal Music Enterprises
28. Ce monde absurde scritta da Steve Barri e P.F. Sloan eseguita da Claude François (anche Claude Francois) per gentile concessione della Universal Records su licenza della Universal Music Enterprises

## Accoglienza

### Incassi
Con un budget stimato di $ 9 milioni, il documentario incassa 24.540.079 dollari negli Stati Uniti e 33.105.392 dollari in tutto il mondo.

## Riconoscimenti
- 2008 - Premio Oscar
  - Nomination Miglior documentario
- 2007 - Gotham Awards
  - Miglior documentario